# Відтворення мінерально-сировинної бази
Відтво́рення мінера́льно-сирови́нної ба́зи — комплекс геологорозвідувальних робіт, які забезпечують виявлення нових родовищ і (або) нових запасів (приріст запасів) з метою компенсації їхнього зменшення за рахунок видобутку або інших факторів.